# Agonum hypocrita
Agonum hypocrita es una especie de escarabajo terrestre paludícola. Vive en terrenos palustres más o menos encharcados. La especie se puede encontrar en el sur, centro y norte de Europa (excepto en Austria, Montenegro, Islandia, Irlanda y el Reino Unido). El único dato de la península ibérica y en concreto de Oviedo data de 2016.
Fue descripto por primera vez por Apfelbeck en 1904.